# شمع (یکا)

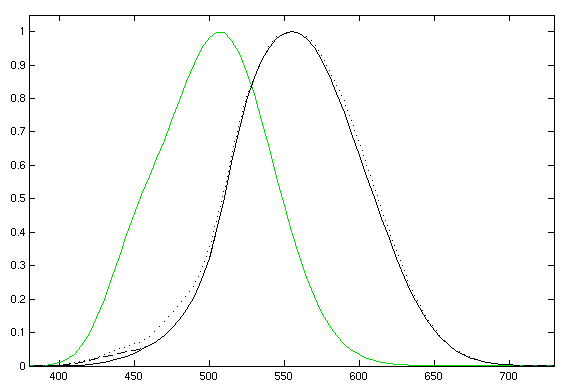
نمودار میزان حساسیت چشم انسان به طول‌موج‌های نور مرئی؛ هنگام روز (منحنی مشکی) و شب (منحنی سبز). همان‌طور که مشخص است، چشم انسان همیشه به نور سبز، حساس‌تر است. محور افقی بر حسب نانومتر است.(تابع‌های روشنایی دید کافی (مشکی) و شب‌بینی (سبز). منحنی دید کافی شامل استاندارد ۱۹۳۱ سی‌آی‌ئی (پیوسته)، داده‌های تغییریافتهٔ ۱۹۷۸ جود-ووز (خط‌چین)، و داده‌های ۲۰۰۵ شارپ، استاک‌من، جاگلا (نقطه‌چین)).

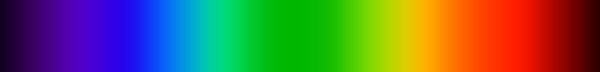

کاندِلا (به لاتین: Candela) در دستگاه بین‌المللی یکاها،(نماد cd) یکای شدت نور است. منظور از شدت نور، احساس انسان از روشنایی نور تابیده از سوی یک سرچشمه نور در جهتی مشخص است که توسط تابع روشنایی (یک مدل استانداردشده از حساسیت چشم انسان به طول موج‌های مختلف که با نام تابع اثرگذاری نور هم شناخته می‌شود) وزن داده می‌شود. یک شمع معمولی هم با تقریب نه‌چندان خوب یک کاندلا شدت نور دارد. اگر گسیل در برخی جهت‌ها به وسیلهٔ یک مانع کدر مسدود شود، گسیل در جهت‌هایی که مسدود نشده‌اند همچنان تقریباً ۱ کندلا خواهد بود.
کلمهٔ کاندِلا در زبان لاتین به معنای شمع است.

## تعریف
در کنفرانس عمومی اندازه‌گیری و توزین (CGPM) در سال ۱۹۷۹ میلادی، کاندلا به صورت زیر تعریف شد:
یک کاندلا برابر است با شدت نور، در یک راستای خاص از یک چشمهٔ نور تک‌فام با بسامد ۵۴۰ تراهرتز و شدت شعاعی ۱/۶۸۳ وات بر استرادیان در آن راستا.
این تعریف مشخص می‌کند که چگونه می‌توان یک منبع نور ساخت که (طبق تعریف) یک کاندلا گسیل دهد. چنین منبعی را می‌توان برای واسنجی ابزارهای اندازه‌گیری شدت نور به کار برد.

## توضیح
بسامدی که از طیف مرئی و نزدیک به سبز در تعریف کاندلا برگزیده شده، دارای طول موجی نزدیک به ۵۵۵ نانومتر است. هنگام تطبیق با شرایط روشن، چشم انسان به این بسامد بیشترین حساسیت را دارد. با توجه به پاسخ فرکانسی چشم انسان، در بسامدهای دیگر شدت تابشی بیشتری نیاز است تا به همین شدت نور برسیم. شدت نور یک طول موج مشخص مانند λ به این صورت محاسبه می‌شود:
{\displaystyle I_{\mathrm {v} }=683.002\cdot {\overline {y}}(\lambda )\cdot I_{\mathrm {e} }(\lambda )}
که در آن Iv(λ) نماد شدت نور بر حسب کاندلا، Ie(λ) شدت تابش بر حسب W/sr و {\displaystyle \textstyle {\overline {y}}(\lambda )} تابع استاندارد نوردهی است. اگر بیش از یک طول موج داشته باشیم (که در واقعیت چنین است)، باید در طول طیف جمع یا انتگرال بگیریم تا به شدت روشنایی کل دست یابیم.

### مثال
یک شمع معمولی تقریباً ۱ کاندلا شدت نور دارد. یک لامپ فلورسنت ۲۵ وات کوچک، نزدیک به ۱۷۰۰ لومن ساطع می‌کند؛ اگر نور به صورت مساوی در همهٔ جهت‌ها بتابد، چنین لامپی شدت نوری معادل ۱۳۵ کاندلا خواهد داشت. اگر همهٔ نور آن در یک پرتو ۲۰° متمرکز شود، شدت نور آن تقریباً ۱۸٬۰۰۰ کاندلا خواهد شد.
شدت نور ال‌ای‌دی‌ها بر حسب میلی‌کاندلا یا هزارم کاندلا (mcd) سنجیده می‌شود. ال‌ای‌دی‌های به کار رفته در نشانگرهای اطلاعاتی معمولاً در بازهٔ ۵۰ میلی‌کاندلا هستند؛ ال‌ای‌دی‌های فراروشن می‌توانند به ۱۵٬۰۰۰ میلی‌کاندلا یا بیشتر نیز دست یابند.

## یکاهای نورسنجی اس‌آی
| انرژی نورانی                                | Qv | لومن ثانیه         | lm⋅s     | T⋅J          | در انگلیسی گاهی به یکاها تالبوت می‌گویند                  |
| شار نوری                                    | Φv | لومن (= cd⋅sr)     | lm       | J            | توان نوری هم می‌گویند                                     |
| شدت نور                                     | Iv | کاندلا (= lm/sr)   | cd       | J            | یکی از یکاهای اصلی اس‌آی، شار نوری در هر زاویهٔ فضایی واحد |
| درخشندگی                                    | Lv | کاندلا بر متر مربع | cd/m2    | L−2⋅J        | به این یکا «نیت» هم می‌گویند                              |
| شدت روشنایی                                 | Ev | لوکس (= lm/m2)     | lx       | L−2⋅J        | برای نور تابیده‌شده بر یک سطح استفاده می‌شود               |
| گسیل نوری                                   | Mv | لوکس (= lm/m2)     | lx       | L−2⋅J        | برای نور تابیده‌شده از یک سطح استفاده می‌شود               |
| نوردهی                                      | Hv | لوکس ثانیه         | lx⋅s     | L−2⋅T⋅J      |                                                          |
| چگالی انرژی نورانی                          | ωv | لومن ثانیه بر متر۳ | lm⋅s⋅m−3 | L−3⋅T⋅J      |                                                          |
| اثرگذاری نوری                               | η  | لومن بر وات        | lm/W     | M−1⋅L−2⋅T3⋅J | نسبت شار نوری به شار تابشی                               |
| بازده نوری                                  | V  |                    |          | 1            | ضریب نوری نیز گفته می‌شود                                 |
| جستارهای وابسته: اس‌آی · نورسنجی · رادیومتری |    |                    |          |              |                                                          |

1. ↑  موسسه استاندارد توصیه می‌کند کمیت‌های نورسنجی با یک "v" (مخفف "visual" یعنی دیداری) مشخص شوند تا از اشتباه‌شدن با کمیت‌های رادیومتری یا فوتون جلوگیری شود.
2. 1 2 3  گاهی نمادهای جایگزین هم بکار می‌رود: W برای انرژی نورانی، P یا F برای شار نوری، و ρ یا K اثرگذاری نوری.
3. ↑  "J" نماد توصیه‌شده برای روشنایی در دستگاه بین‌المللی یکاها است.

### ارتباط بین شدت نور و شار نوری
اگر یک منبع نور، در یک مخروط معین، شدت نوری معادل Iv (بر حسب کاندلا) تولید کند، شار نوری کل Φv بر حسب لومن چنین محاسبه می‌شود:
Φv = Iv ⋅ 2π ⋅ (1 - cos(A/2))
که در آن A زاویهٔ تابش لامپ است (زاویهٔ راس مخروط). برای مثال لامپی که ۵۹۰ کاندلا گسیل می‌دهد و زاویهٔ تابش آن ۴۰° است، تقریباً ۲۲۳ لومن تابش دارد. برای دانستن زاویه‌های تابش لامپ‌های رایج بازتابنده چندوجهی را ببینید.
اگر چشمهٔ نور، نور را به صورت یکنواخت در همهٔ جهات گسیل دهد، شار نوری را می‌توان با ضرب‌کردن شدت نور در ۴π بدست آورد: یک چشمهٔ نور ۱ کاندلای یکنواخت، ۱۲٫۶ لومن گسیل می‌دهد.